# Municipio Arque
Das Municipio Arque ist ein Verwaltungsbezirk im Departamento Cochabamba im südamerikanischen Anden-Staat Bolivien.

## Lage
Das Municipio Arque ist eines von zwei Municipios der Provinz Arque. Es grenzt im Westen an das Municipio Tacopaya, im Südwesten an die Provinz Bolívar, im Süden an das Departamento Potosí, im Osten an die Provinz Capinota, im Nordosten an die Provinz Quillacollo und im Norden an die Provinz Tapacarí.
Der zentrale Ort und größte Siedlung des Municipios ist Arque mit 308 Einwohnern (Volkszählung 2012) im Mittelteil des Municipios.

## Geographie
Das Municipio Arque liegt in einem der nördlichen Ausläufer der bolivianischen Cordillera Central. Das Klima ist semi-arid und ein typisches Tageszeitenklima, bei dem die Temperaturunterschiede zwischen Tag und Nacht deutlicher ausfallen als zwischen den Jahreszeiten.
Arque weist einen durchschnittlichen Jahresniederschlag von 600 mm und eine Jahresdurchschnittstemperatur von knapp 11 °C auf (siehe Klimadiagramm). Die Trockenzeit dauert von Mai bis September und weist niedrigere Temperaturen auf, ist aber frostfrei. Die Regenzeit dauert von Dezember bis Februar und ist wärmer als der Jahresdurchschnitt.

## Bevölkerung
Die Einwohnerzahl ist zwischen 1992 und 2024 um knapp ein Fünftel angestiegen:
| Jahr | Einwohner | Quelle       |
| ---- | --------- | ------------ |
| 1992 | 8.978     | Volkszählung |
| 2001 | 11.496    | Volkszählung |
| 2012 | 10.524    | Volkszählung |
| 2024 | 10.635    | Volkszählung |

Die Bevölkerungsdichte des Municipios bei der letzten Volkszählung von 2012 betrug 21,0 Einwohner/km², der Anteil der städtischen Bevölkerung war 0,0 Prozent, die Lebenserwartung der Neugeborenen lag im Jahr 2001 bei 49,7 Jahren.
Der Alphabetisierungsgrad bei den über 19-Jährigen beträgt 37,8 Prozent, und zwar 56,9 Prozent bei Männern und 19,9 Prozent bei Frauen. (2001)
Weitere Details zur Bevölkerungssituation zeigen die Daten der folgenden Tabelle:
| INE 1992                                 | Arque (1. Sektion) |
| ---------------------------------------- | ------------------ |
| Bevölkerung                              | 8.978              |
| 0–14 Jahre                               | 3.815              |
| 15–64 Jahre                              | 4.597              |
| 65 und mehr Jahre                        | 566                |
| Alphabetisierung (ab 6 J.)               |                    |
| schreib- und lesefähig                   | 2.473              |
| Analphabeten                             | 4.711              |
| ohne Spezifizierung                      | 55                 |
| Höchstes Bildungsniveau (ab 6 J.)        |                    |
| keines                                   | 4.021              |
| Grundbildung                             | 2.482              |
| dazwischen liegendes Niveau              | 281                |
| mittlere Bildung                         | 70                 |
| technische Bildung                       | 4                  |
| normale Bildung                          | 21                 |
| Universität                              | 5                  |
| andere                                   | 0                  |
| ohne Spezifizierung                      | 355                |
| Meist gesprochene Sprachen               |                    |
| Quechua                                  | 7.165              |
| Spanisch (Castellano)                    | 1.465              |
| Aymara                                   | 37                 |
| andere indigene Sprachen                 | 0                  |
| Wasserversorgung                         |                    |
| Wasseranschluss innerhalb der Unterkunft | 13                 |
| Wasseranschluss außerhalb der Unterkunft | 86                 |
| ohne Wasseranschluss                     | 834                |
| Stromanschluss                           |                    |
| mit Stromanschluss                       | 35                 |
| ohne Stromanschluss                      | 2.069              |
| Sanitärausstattung                       |                    |
| Kanalisation                             | 0                  |
| Cámara Séptica                           | 4                  |
| andere                                   | 17                 |
| ohne Spezifizierung                      | 2.209              |
| Religion                                 |                    |
| katholisch                               | 8.066              |
| evangelisch                              | 654                |
| andere                                   | 6                  |
| keine                                    | 56                 |
| ohne Spezifizierung                      | 166                |

## Politik
Ergebnis der Regionalwahlen (concejales del municipio) vom 4. April 2010:
| Wahlberechtigte |  | Stimmen | gültig |  | MAS-IPSP | MSM   |
| --------------- |  | ------- | ------ |  | -------- | ----- |
| 4.087           |  | 3.541   | 3.089  |  | 2.979    | 110   |
|                 |  | 100 %   | 87,2 % |  | 96,4 %   | 3,6 % |

Ergebnis der Regionalwahlen (elecciones de autoridades políticas) vom 7. März 2021:
| Wahl- berechtigte |  | Wahl- beteiligung | gültige Stimmen |  | MAS-IPSP | SOMOS  | SÚMATE | MTS    | FPV    | UNIDOS.CBBA |
| ----------------- |  | ----------------- | --------------- |  | -------- | ------ | ------ | ------ | ------ | ----------- |
| 4.537             |  | 3.941             | 3.551           |  | 3.431    | 61     | 23     | 11     | 10     | 6           |
|                   |  | 86,86 %           | 90,10 %         |  | 96,62 %  | 1,72 % | 0,65 % | 0,31 % | 0,28 % | 0,17 %      |

## Gliederung
Das Municipio untergliederte sich bei der letzten Volkszählung von 2012 in die folgenden beiden Kantone (cantones):
- 03-0601-01 Kanton Arque – 111 Ortschaften – 7.944 Einwohner
- 03-0601-02 Kanton Colcha – 41 Ortschaften – 2.580 Einwohner

## Ortschaften im Municipio Arque
- Kanton Arque
  - Cocamarca 330 Einw. – Arque 308 Einw. – Pongo Kasa 210 Einw.

- Kanton Colcha
  - Kalapaqueri 182 Einw.